# Episodi di Warehouse 13 (quinta stagione)
La quinta e ultima stagione della serie televisiva Warehouse 13, composta da 6 episodi, è stata trasmessa negli Stati Uniti sul canale via cavo Syfy dal 14 aprile al 19 maggio 2014.
In Italia la stagione è stata trasmessa in prima visione da Rai 4 dal 2 al 16 maggio 2015.
| nº | Titolo originale    | Titolo italiano              | Prima TV USA   | Prima TV Italia |
| -- | ------------------- | ---------------------------- | -------------- | --------------- |
| 1  | Endless Terror      | Terrore senza fine           | 14 aprile 2014 | 2 maggio 2015   |
| 2  | Secret Services     | Servizi segreti              | 21 aprile 2014 | 2 maggio 2015   |
| 3  | A Faire to Remember | Una principessa da ricordare | 28 aprile 2014 | 9 maggio 2015   |
| 4  | Savage Seduction    | Seduzione selvaggia          | 5 maggio 2014  | 9 maggio 2015   |
| 5  | Cangku Shisi        | Cangku Shisi                 | 12 maggio 2014 | 16 maggio 2015  |
| 6  | Endless             | Senza fine                   | 19 maggio 2014 | 16 maggio 2015  |

## Terrore senza fine
- Titolo originale: Endless Terror
- Diretto da: Jack Kenny
- Scritto da: Jack Kenny

### Trama
Claudia affronta Paracelso nel magazzino, ma viene sopraffatta. Grazie ad un'intuizione di Myka, la quale intanto aveva avuto la conferma che il suo problema di salute non era più di una ciste benigna, Artie, Pete, Steven e la stessa Myka riescono ad entrare nel magazzino. Tuttavia Paracelso riesce a portare a termine il suo piano: tornare indietro nel tempo e assumere il pieno controllo del magazzino sin dai secoli precedenti. Nella nuova linea temporale, alla quale Artie, Pete, Myka, Steven e Claudia sono immuni grazie ad un artefatto, il magazzino appare più tecnologicamente avanzato, ma la ricerca scientifica è portata avanti ad ogni costo, compresi gravi sacrifici umani. Qui la squadra riesce a sua volta a ricostruire la macchina del tempo usata da Paracelso, costituita dall'unione di diversi antichi e potenti artefatti, e manda indietro Pete e Myka alla data in cui Paracelso aveva iniziato a cambiare il corso della storia. Dopo aver lottato con lui, grazie anche all'aiuto dell'agente del magazzino dell'epoca Lisa da Vinci, nipote di Leonardo, riescono a fermarlo e a bronzarlo. Tornati nel presente la linea temporale risulta sistemata e tutto sembra tornato alla normalità.
Tuttavia, usando lo stesso artefatto che aveva tenuto immune la squadra del magazzino allo stravolgimento storico, Benedict Valda della realtà alternativa, nella quale lavorava per Paracelso, è ora parte della linea temporale reale.
- Guest star: Anthony Stewart Head (Paracelso), Lindsay Wagner (Vanessa Calder), Kelly Hu (Abigail Cho), Rebecca Mader (Lisa da Vinci), René Auberjonois (Hugo Miller), Mark Sheppard (Benedict Valda), CCH Pounder (signora Frederic).

## Servizi segreti
- Titolo originale: Secret Services
- Diretto da: Robert Duncan McNeill
- Scritto da: Robert Goodman

### Trama
Claudia, intenzionata a scoprire la verità sulla sorella, spinge Artie ad utilizzare un artefatto per condividere con lei i suoi ricordi su Claire Donovan. Claudia scopre che la sorella era stata un caso di Artie, in quanto dopo essere casualmente entrata in contatto con un carillon, spesso acquisiva poteri telecinetici perdendo il controllo. Claudia scopre anche che è stata lei ad uccidere i loro genitori durante un litigio. Artie e i reggenti, dopo quell'episodio, non potendo annullare gli effetti dell'artefatto che la stessa Claire aveva distrutto, avevano deciso di indurla in uno stato comatoso grazie all'ausilio di un altro artefatto.
Nel frattempo, Pete e Myka indagano su delle strane morti per annegamento che coinvolgono personaggi d'alto profilo di Washington. Con l'aiuto della coppia di agenti di loro vecchia conoscenza Ted Simkins e Elise Meyer, scoprono che Diane Hewlett, capo di gabinetto del senatore John Wilton, presa dal rimorso è intenzionata ad uccidere l'uomo per il quale lavora e le persone che avevano coinvolto in una cospirazione ai danni di un avversario politico.
- Guest star: Janet Varney (Elise Meyer), Mark Deklin (Ted Simkins), Megan Gallagher (Diane Hewlett), Chryssie Whitehead (Claire Donovan), CCH Pounder (signora Frederic).

## Una principessa da ricordare
- Titolo originale: A Faire to Remember
- Diretto da: Matt Birman
- Scritto da: Holly Harold

### Trama
Ad una fiera rinascimentale, un ragazzo, dopo essersi sottoposto a una lettura dei tarocchi, rimane vittima di una reale maledizione. Dopo aver chiesto di poter conquistare la ragazza che impersona la principessa, è condannato ad essere un eroe, altrimenti morirà presto. Pete e Steven lo aiutano ad evitare l'ipotesi peggiore. Nel frattempo, al magazzino, Claudia ignora le disposizioni di Artie e con l'aiuto di Myka prova a risvegliare sua sorella. Il tentativo riesce, ma gli effetti del carillon passano a Myka. Claudia e Claire hanno l'occasione di spendere una giornata insieme, ma Artie, dopo aver cercato invano di tenere sotto controllo Myka, è costretto a ripassare gli effetti dell'artefatto a Claire, facendola ritornare in coma.
- Guest star: Chryssie Whitehead (Claire Donovan), Ryan Cartwright (Oswald), Erin Way (Catarina), Mary Lou Rosato (Madame Dooriya).

## Seduzione selvaggia
- Titolo originale: Savage Seduction
- Diretto da: Jack Kenny
- Scritto da: Diego Gutiérrez

### Trama
Pete rincontra la sua ex Kelly, la quale gli chiede aiuto in quanto la televisione della nonna sarebbe posseduta. Lui e Myka si recano sul posto, e verificheranno che un misterioso artefatto ha fatto sì che la nonna di Kelly finisse all'interno di una telenovela. Tutti, con Artie, la raggiungeranno nell'universo immaginario per recuperare l'artefatto, una spilla che la nonna aveva ancora addosso, ed annullare i suoi effetti. Nel frattempo, Steve e Claudia indagano su una confraternita universitaria che sfrutta un artefatto per clonare gli studenti, in modo da poter studiare e divertirsi allo stesso tempo. Nel finale, Artie scopre che qualcuno ha rapito dal magazzino la sorella di Claudia.
- Guest star: Paula Garcés (Kelly Hernandez), Teresa Yenque (Nana Hernandez), Sônia Braga (Alicia).

## Cangku Shisi
- Titolo originale: Cangku Shisi
- Diretto da: Michael McMmurray
- Scritto da: Benjamin Raab e Deric A. Hughesz

### Trama
Artie e il resto della squadra del magazzino si mettono sulle tracce di Claire e presto scoprono che a rapirla è stato il Benedict Valda dell'universo alternativo. Valda ha infatti intenzione di sfruttare la ragazza e il suo potere per il quale era stata messa in coma per prendere il controllo del magazzino e trasferirlo in Cina, dando così vita al magazzino 14, con il fine di sfruttare gli artefatti come faceva nella realtà alternativa. Dopo aver recuperato gli artefatti necessari per l'operazione e aver facilmente convinto politici cinesi ad appoggiarlo, avvia il trasferimento del magazzino, mentre Claudia, Pete e Myka cercano di fermarlo. I tre, dopo che Claudia riesce a liberare la sorella dal controllo di Valda, riescono a fermare Valda grazie a un'idea di Pete, che annulla gli effetti dell'artefatto che teneva in vita Valda nel loro universo, subito dopo aver fatto si che Claire trasferisse gli effetti dell'artefatto che l'avevano costretta in coma su di lui. Tutto sembra quindi risolto, ma l'operazione di trasferimento del magazzino non sembra volersi fermare.
- Guest star: Chryssie Whitehead (Claire Donovan), Mark Sheppard (Benedict Valda), CCH Pounder (signora Frederic).

## Senza fine
- Titolo originale: Endless
- Diretto da: Jack Kenny
- Scritto da: John-Paul Nickel

### Trama
La signora Frederic spiega alla squadra del magazzino che il processo di trasferimento non può essere fermato in quanto non dipende solo dagli avvenimenti recenti, ma è il magazzino stesso a decidere autonomamente quando è il tempo di una nuova era. Il trasferimento comporta necessariamente una nuova gestione con una nuova squadra di agenti; Pete pertanto reagisce con rabbia, non volendo rinunciare alla sua vita da agente del magazzino. Alla fine tuttavia anch'egli dovrà rassegnarsi, partecipando, su istruzione della signora Frederic, così come fanno anche i suoi compagni, all'inserimento nella capsula temporale del magazzino delle esperienze più importanti vissute da agente. Tuttavia, il tempo del magazzino 13 non è ancora terminato e non è possibile dire con certezza quando il processo in moto, che potrebbe durare anni, si concluderà, quindi nuove avventure attendono Pete, Myka, Artie, Steven e Claudia, destinata in futuro a rimpiazzare la signora Frederic. Nel frattempo, Pete e Myka hanno anche l'occasione di confessarsi a vicenda l'amore provato l'un per l'altra.
- Guest star: Jaime Murray (H. G. Wells), Genelle Williams (Leena), Samm Levine (Scott Moore), Erick Avari (Caturanga), CCH Pounder (signora Frederic).